# سیارک ۱۸۱۲۲
سیارک ۱۸۱۲۲ (به انگلیسی: 18122 Forestamartin، نامگذاری:2000NL27) هجده هزار و صد و بیست و دومین سیارک کشف شده‌است که در ۴ ژوئیه ۲۰۰۰ کشف شد.
قدر مطلق سیارک برابر ۲۸.۲ است.